# 日進月歩 (テレビ番組)
『日進月歩』（にっしんげっぽ）は、日本テレビで2011年10月31日から2013年9月30日まで、毎週月曜日1:20 - 1:30に放送された番宣バラエティ番組。
年度の前期は『アナウンサーの日進月歩』（アナウンサーのにっしんげっぽ）・後期は『新人アナの日進月歩』（しんじんあなのにっしんげっぽ）という番組名でそれぞれ放送されている。

## 概要
日本テレビの新人アナウンサーがラジオ番組のスタイルで日本テレビの今週のオススメ番組を紹介する。
視聴者からの質問やリクエストに応えるコーナーもある。

## 出演者
- 徳島えりか（日本テレビアナウンサー、番組開始 - 2012年10月22日）
- 山本紘之（日本テレビアナウンサー、番組開始 - 2012年10月22日）
- 安藤翔（日本テレビアナウンサー、2012年7月17日、10月8日 - 番組終了）
- 安村直樹（日本テレビアナウンサー、2012年7月17日、10月8日 - 番組終了）
- 久野静香（日本テレビアナウンサー、2012年7月17日、10月8日 - 番組終了）
- 杉野真実（日本テレビアナウンサー、2012年7月17日、10月8日 - 番組終了）

## スタッフ
- 制作協力：AX-ON
- 製作著作：日本テレビ